# Lokossa
Lokossa je grad u Beninu, glavni grad departmana Mono. Nalazi se na cesti Lokossa - Aplahoué, 10 km istočno od togoanske granice i oko 40 km od Atlantskog oceana.
Područje je poznato po drvu iroko (Milicia excelsa), nazvanom i "afrička tikovina".
Prema popisu iz 2002. godine, Lokossa je imala 36.954 stanovnika.